# ميرتشا جيوانا
ميرشا دان جيونا (بالرومانية: Mircea Geoană) (بالرومانية: Mircea Geoană) (ولد في 14 يوليو 1958) هو سياسي روماني، رئيس الحزب الاشتراكي الديموقراطي في نيسان / أبريل 2005، رئيس مجلس الشيوخ الرومانى في ديسمبر 2008، عضو مجلس الشيوخ، والسفير السابق في رومانيا في الولايات المتحدة، وزير الخارجية الروماني.